# シャーリン・マクラム
シャーリン・マクラム（Sharyn McCrumb、1948年2月26日 - ）は、アメリカ合衆国ノースカロライナ州出身の作家。アパラチアの歴史や民間伝承を題材とした作品を多く発表している。主な作品にエリザベス・マクファーソン シリーズ、バラッド シリーズ、セント・デイル シリーズなどがあり、数々の文学賞を受賞している。

## 経歴
1948年2月26日、ノースカロライナ州ウィルミントンに生まれる。

## 作品リスト

### バラッド シリーズ
バラッド シリーズは、アパラチア山脈を舞台としており、アパラチアの伝説や地理、現代の問題などを絡めてノースカロライナの歴史を題材としている。
- いつか還るときは If Ever I Return, Pretty Peggy-O （ 1990年 /  1998年4月 浅羽莢子訳 ミステリアス・プレス文庫）
- The Hangman's Beautiful Daughter (1992)
- 丘をさまよう女 She Walks These Hills （ 1994年 / 1996年1月 浅羽莢子訳 ミステリアス・プレス文庫）
- The Rosewood Casket (1996)
- The Ballad of Frankie Silver (1998)
- The Songcatcher (2001)
- Ghost Riders (2003)
- The Devil Amongst the Lawyers (2011)
- The Ballad of Tom Dooley (2011)

### セント・デイル シリーズ
セント・デイル (St. Dale) は、NASCAR（ナスカー）レースのファンであるマクラムが2005年に開始したシリーズ。バージニア工科大学で学んだ中世の文学、特に詩人のジェフリー・チョーサーの『カンタベリー物語』にインスピレーションを得ている。このシリーズでは、NASCARドライバーだったデイル・アーンハートが聖人となっている。
- St. Dale (2005)
- Once Around the Track (2007)
- Faster Pastor (2010)

### エリザベス・マクファーソン シリーズ
文化人類学者のエリザベス・マクファーソンが探偵役のミステリ
- Sick of Shadows (1984)
- Lovely in Her Bones (1985)
- Highland Laddie Gone (1986)
- Paying the Piper (1988)
- The Windsor Knot (1990)
- Missing Susan (1991)
- MacPherson's Lament (1992)
- If I'd Killed Him When I Met Him (1995)
- The PMS Outlaws (2000)

### ジェイ・オメガ シリーズ
SF大会やファンダムを風刺的に描いたシリーズ。
- 暗黒太陽の浮気娘 Bimbos of the Death Sun （ 1987年 /  1989年7月 浅羽莢子訳 ミステリアス・プレス文庫）
- Zombies of the Gene Pool (1992)

### 短編集
- Our Separate Days (1985)
- Foggy Mountain Breakdown and Other Stories (1997)

## 受賞・ノミネート歴
| 作品                                           | 年     | 賞                            | 結果       |
| ---------------------------------------------- | ------ | ----------------------------- | ---------- |
| 『暗黒太陽の浮気娘』 "Bimbos of the Death Sun" | 1988年 | アンソニー賞 ペーパーバック賞 | ノミネート |
| 『暗黒太陽の浮気娘』 "Bimbos of the Death Sun" | 1988年 | エドガー賞 ペーパーバック賞   | 受賞       |
| "Paying the Piper"                             | 1988年 | アガサ賞 長編賞               | 受賞       |
| "Paying the Piper"                             | 1989年 | アンソニー賞 ペーパーバック賞 | ノミネート |
| 「小さな敷居際の一杯」 "A Wee Doch and Doris"  | 1989年 | アガサ賞 短編賞               | 受賞       |
| 「小さな敷居際の一杯」 "A Wee Doch and Doris"  | 1990年 | アンソニー賞 短編賞           | ノミネート |
| 『いつか還るときは』 "She Walks These Hills"   | 1991年 | アンソニー賞 長編賞           | ノミネート |
| 『いつか還るときは』 "She Walks These Hills"   | 1991年 | マカヴィティ賞 長編賞         | 受賞       |
| 「昼食会」 "The Luncheon"                      | 1991年 | アンソニー賞 短編賞           | ノミネート |
| "Remains to be Seen"                           | 1991年 | アンソニー賞 短編賞           | ノミネート |
| "The Hangman's Beautiful Daughter"             | 1992年 | アガサ賞 長編賞               | ノミネート |
| "The Hangman's Beautiful Daughter"             | 1993年 | アンソニー賞 長編賞           | ノミネート |
| "Happiness is a Dead Poet"                     | 1992年 | アガサ賞 短編賞               | ノミネート |
| 『丘をさまよう女』 "She Walks These Hills"     | 1994年 | アガサ賞 長編賞               | 受賞       |
| 『丘をさまよう女』 "She Walks These Hills"     | 1995年 | アンソニー賞 長編賞           | 受賞       |
| 『丘をさまよう女』 "She Walks These Hills"     | 1995年 | マカヴィティ賞 長編賞         | 受賞       |
| 『丘をさまよう女』 "She Walks These Hills"     | 1995年 | ネロ・ウルフ賞                | 受賞       |
| 「グラミスの妖怪」 "The Monster of Glamis"     | 1995年 | アンソニー賞 短編賞           | 受賞       |
| "If I'd Killed Him When I Met Him"             | 1995年 | アガサ賞 長編賞               | 受賞       |